# Alan Boileau
Pour les articles homonymes, voir Boileau.
Alan Boileau (né le 25 juin 1999 à Morlaix) est un coureur cycliste français.

## Biographie
Formé à l'UC Pays de Morlaix, Alan Boileau rejoint le club du Pays de Dinan en 2018, en division nationale 2. Pour son premier exercice chez les espoirs, il se montre rapidement au niveau en réalisant dix-neuf tops dix sur le calendrier élite français. Débutant la saison en deuxième catégorie, il enchaîne les victoires. En juillet, il se classe sixième de la première étape du Kreiz Breizh Elites, course UCI de classe 2, où sont présents plusieurs professionnels. Il se révèle ensuite lors des championnats de France espoirs en terminant quatrième du contre-la-montre, malgré un problème mécanique,, et dixième de la course en ligne. 
En 2019, il confirme en étant l'un des meilleurs espoirs bretons. Au niveau national, il remporte le contre-la-montre inaugural du Circuit du Mené, épreuve fédérale espoirs, mais également une étape de La SportBreizh et une épreuve de la Ronde finistérienne. En juin, pour sa première sélection en équipe de France espoirs, il se distingue en prenant la neuvième place de l'Orlen Nations Grand Prix, épreuve de la Coupe des Nations U23. En août, il rejoint l'équipe Vital Concept-B&B Hotels en tant que stagiaire, après avoir signé au VC Pays de Loudéac, réserve de celle-ci, pour la saison suivante. Il est également sélectionné en équipe de France espoirs pour participer au Tour de l'Avenir, après le forfait de Jérémy Bellicaud, en tant qu'équipier en montagne.
En août 2020, il participe aux championnats d'Europe de Plouay, où il se classe 29e du contre-la-montre espoirs. Le même mois, le site Le Télégramme annonce qu'il a signé un premier contrat professionnel de deux ans (à partir de 2021) avec la formation B&B Hotels-Vital Concept p/b KTM. 
En 2021, il remporte les quatre premières victoires de sa carrière, avec trois victoires d'étape au Tour du Rwanda et une victoire d'étape au Tour de Savoie Mont-Blanc. En 2022, il gagne une nouvelle étape du Tour du Rwanda. Faute de financement, le manager Jérôme Pineau annonce début décembre 2022 la fin de l'équipe. Il retrouve le niveau amateur ensuite, sous les couleurs du VC Rouen 76, après la disparation de l'équipe bretonne.
En 2024, il retrouve le niveau international avec l'équipe continentale belge Philippe Wagner-Bazin, où il termine à plusieurs reprises dans le top 10. À 25 ans, il met un terme à sa carrière cycliste après la saison 2024 et se met à la course à pied.

## Palmarès

### Palmarès amateur
- 2018
  - 2e du Grand Prix Michel-Lair
- 2019
  - 2e étape du Tour du Pays de Lesneven (contre-la-montre par équipes)
  - 1re étape du Circuit du Mené (contre-la-montre)
  - Chrono 47 (contre-la-montre par équipes)
  - 1re étape de l'Orlen Nations Grand Prix (contre-la-montre par équipes)
  - 3e étape de La SportBreizh
  - 4e épreuve de la Ronde finistérienne
- 2023
  - 2e du Grand Prix de Saint-Étienne Loire

### Palmarès professionnel
- 2021
  - 2e, 3e et 5e étapes du Tour du Rwanda
  - 3e étape du Tour de Savoie Mont-Blanc
- 2022
  - 7e étape du Tour du Rwanda

## Classements mondiaux
| Année                                 | 2018  | 2019  | 2020  | 2021 | 2022  |
| ------------------------------------- | ----- | ----- | ----- | ---- | ----- |
| Classement mondial                    | 2352e | 2573e | 1195e | 498e | 1924e |
| UCI Europe Tour                       | 1573e | 1627e | 921e  | 402e | 1238e |
|                                       |       |       |       |      |       |
| Légende : nc = non classéSource : UCI |       |       |       |      |       |